# Olivier Destrebecq

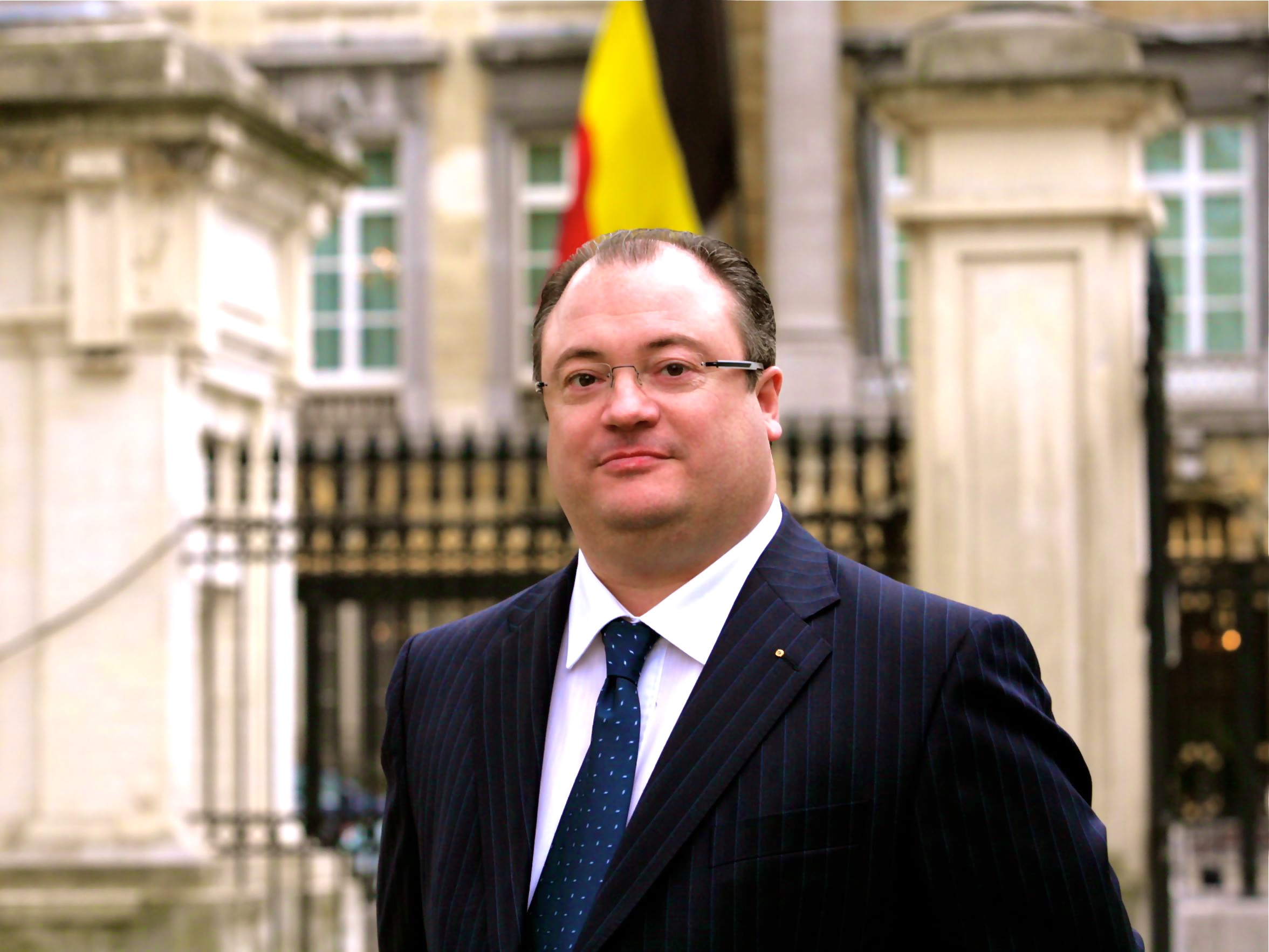
Olivier Destrebecq in 2012

Olivier Destrebecq (Doornik, 21 maart 1965) is een Belgisch politicus voor de liberale MR.

## Levensloop
Destrebecq stamde uit een liberale familie en zijn beide grootvaders waren burgemeester, zijn grootvader langs moederkant in Baugnies en zijn grootvader langs vaderkant in Leuze-en-Hainaut. Hij werd geaggregeerde in het lager secundair onderwijs aan de normaalschool van Nijvel en werd beroepshalve leerkracht en daarna bedrijfsleider.
Hijzelf werd ook politiek actief voor de liberale PRL en werd in 1994 lid van de jongerenafdeling van de partij in La Louvière, om er in 1996 de voorzitter van te worden. Later werd hij er politieke secretaris en ondervoorzitter van de plaatselijke PRL/MR-afdeling.
Sinds 2000 is Destrebecq gemeenteraadslid van La Louvière. Van 2008 tot 2012 was hij er schepen van Economische Ontwikkeling en Internationale Relaties en van 2012 tot 2014 schepen van Economische Ontwikkeling, Werk en Internationale Samenwerking, daarna was Destrebecq tot 2018 titelvoerend schepen. 
In 2008 werd hij lid van de Kamer van volksvertegenwoordigers ter vervanging van Olivier Chastel, die staatssecretaris werd. Hij bleef er zetelen tot in 2010 en opnieuw van 2011 tot 2014, toen Olivier Chastel minister van Begroting was in de federale regering. In de Kamer was hij lid van de Commissie Infrastructuur, Communicatie en Openbare Bedrijven en van de Commissie Economie, Wetenschapsbeleid, Middenstand en Landbouw. Tussen zijn parlementaire mandaten door was hij raadgever van MR-voorzitter Charles Michel.
Bij de verkiezingen van 2014 trok Destrebecq de MR-lijst voor het Waals Parlement en het Parlement van de Franse Gemeenschap in het arrondissement Zinnik en werd verkozen. In het Waals Parlement was hij van 2017 tot 2019 secretaris. Vanaf juli 2014 was hij als deelstaatsenator eveneens lid van de Senaat. Bij de verkiezingen van mei 2019 raakte hij niet herkozen als parlementslid.
Na zijn parlementaire loopbaan werd Destrebecq in oktober 2019 regeringscommissaris bij de Waalse openbare vervoersmaatschappij OTW. Sinds mei 2020 is hij tevens raadgever op het kabinet van Willy Borsus, viceminister-president in de Waalse regering.

## Eretekens
- ridder in de Leopoldsorde